# Фарнемвілл (Айова)
Фарнемвілл (англ. Farnhamville) — місто (англ. city) в США, в округах Калгун і Вебстер штату Айова. Населення — 383 особи (2020).

## Географія
Фарнемвілл розташований за координатами 42°16′35″ пн. ш. 94°24′28″ зх. д. / 42.27639° пн. ш. 94.40778° зх. д. (42.276477, -94.407710).  За даними Бюро перепису населення США в 2010 році місто мало площу 1,71 км², з яких 1,69 км² — суходіл та 0,02 км² — водойми.

## Демографія
Згідно з переписом 2010 року, у місті мешкала 371 особа в 180 домогосподарствах у складі 111 родини. Густота населення становила 217 осіб/км².  Було 201 помешкання (118/км²).
Расовий склад населення:
| - 98,4 % — білих - 0,3 % — вихідців з тихоокеанських островів - 0,3 % — корінних американців - 0,3 % — азіатів |

До двох чи більше рас належало 0,8 %. Частка іспаномовних становила 0,0 % від усіх жителів.
За віковим діапазоном населення розподілялося таким чином: 18,6 % — особи молодші 18 років, 57,1 % — особи у віці 18—64 років, 24,3 % — особи у віці 65 років та старші. Медіана віку мешканця становила 46,8 року. На 100 осіб жіночої статі у місті припадало 86,4 чоловіків;  на 100 жінок у віці від 18 років та старших — 80,8 чоловіків також старших 18 років.
Середній дохід на одне домашнє господарство  становив 54 214 долари США (медіана — 39 375), а середній дохід на одну сім'ю — 67 883 долари (медіана — 51 250). Медіана доходів становила 45 313 долари для чоловіків та 30 000 доларів для жінок. За межею бідності перебувало 13,9 % осіб, у тому числі 23,7 % дітей у віці до 18 років та 5,9 % осіб у віці 65 років та старших.
Цивільне працевлаштоване населення становило 179 осіб. Основні галузі зайнятості: роздрібна торгівля — 20,7 %, виробництво — 16,8 %, освіта, охорона здоров'я та соціальна допомога — 16,2 %.